# Ipnops agassizii
Ipnops agassizii är en fiskart som beskrevs av Garman, 1899. Ipnops agassizii ingår i släktet Ipnops och familjen Ipnopidae. Inga underarter finns listade i Catalogue of Life.